# Lokalbahn Frankenthal–Großkarlbach
| |                     |                                    |                                    |
| Streckennummer: | 3415                |                                    |                                    |
| Kursbuchstrecke: | 241c (1939)         |                                    |                                    |
| Streckenlänge: | 12,3 km             |                                    |                                    |
| Spurweite: | 1000 mm (Meterspur) |                                    |                                    |
| Streckengeschwindigkeit: | 15 km/h             |                                    |                                    |
| Zweigleisigkeit: | nein                |                                    |                                    |
| |                     |                                    |                                    |
| \| \| \| Lokalbahn Frankenthal–Ludwigshafen \| \| \| \| 11,00 \| Frankenthal (Pfalz) \| Frankenthal (Pfalz) \| \| \| \| Bahnstrecke Mainz–Ludwigshafen \| \| \| \| 11,44 \| Frankenthal Heßheimerstr. \| Frankenthal Heßheimerstr. \| \| \| \| Schrakelbach \| \| \| \| 14,55 \| Heßheim Ort \| Heßheim Ort \| \| \| 14,85 \| Heßheim Bahnhof \| Heßheim Bahnhof \| \| \| \| A6 (ab 1938 im Bau) \| \| \| \| \| Altbach \| \| \| \| \| Eckbach \| \| \| \| 16,90 \| Heuchelheim Bahnhof \| Heuchelheim Bahnhof \| \| \| \| Floßbach \| \| \| \| 19,25 \| Dirmstein Heuchelheimer Straße \| Dirmstein Heuchelheimer Straße \| \| \| 20,00 \| Dirmstein Bahnhof \| Dirmstein Bahnhof \| \| \| 21,10 \| Dirmstein Laumersheimer Straße \| Dirmstein Laumersheimer Straße \| \| \| 21,83 \| Laumersheim \| Laumersheim \| \| \| \| A6 (ab 1936) \| \| \| \| 23,52 \| Großkarlbach Bahnhof \| Großkarlbach Bahnhof \| |                     |                                    |                                    |
| Strecke (außer Betrieb) |                     | Lokalbahn Frankenthal–Ludwigshafen | Lokalbahn Frankenthal–Ludwigshafen |
| Bahnhof (Strecke außer Betrieb) | 11,00               | Frankenthal (Pfalz)                | Frankenthal (Pfalz)                |
| Kreuzung (Strecke geradeaus außer Betrieb) |                     | Bahnstrecke Mainz–Ludwigshafen     | Bahnstrecke Mainz–Ludwigshafen     |
| Haltepunkt / Haltestelle (Strecke außer Betrieb) | 11,44               | Frankenthal Heßheimerstr.          | Frankenthal Heßheimerstr.          |
| Brücke über Wasserlauf (Strecke außer Betrieb) |                     | Schrakelbach                       | Schrakelbach                       |
| Haltepunkt / Haltestelle (Strecke außer Betrieb) | 14,55               | Heßheim Ort                        | Heßheim Ort                        |
| Bahnhof (Strecke außer Betrieb) | 14,85               | Heßheim Bahnhof                    | Heßheim Bahnhof                    |
| Strecke mit Straßenbrücke (Strecke außer Betrieb) |                     | A6 (ab 1938 im Bau)                | A6 (ab 1938 im Bau)                |
| Brücke über Wasserlauf (Strecke außer Betrieb) |                     | Altbach                            | Altbach                            |
| Brücke über Wasserlauf (Strecke außer Betrieb) |                     | Eckbach                            | Eckbach                            |
| Bahnhof (Strecke außer Betrieb) | 16,90               | Heuchelheim Bahnhof                | Heuchelheim Bahnhof                |
| Brücke über Wasserlauf (Strecke außer Betrieb) |                     | Floßbach                           | Floßbach                           |
| Haltepunkt / Haltestelle (Strecke außer Betrieb) | 19,25               | Dirmstein Heuchelheimer Straße     | Dirmstein Heuchelheimer Straße     |
| Bahnhof (Strecke außer Betrieb) | 20,00               | Dirmstein Bahnhof                  | Dirmstein Bahnhof                  |
| Haltepunkt / Haltestelle (Strecke außer Betrieb) | 21,10               | Dirmstein Laumersheimer Straße     | Dirmstein Laumersheimer Straße     |
| Bahnhof (Strecke außer Betrieb) | 21,83               | Laumersheim                        | Laumersheim                        |
| Strecke mit Straßenbrücke (Strecke außer Betrieb) |                     | A6 (ab 1936)                       | A6 (ab 1936)                       |
| Kopfbahnhof Streckenende (Strecke außer Betrieb) | 23,52               | Großkarlbach Bahnhof               | Großkarlbach Bahnhof               |

Die Lokalbahn Frankenthal–Großkarlbach, auch Bembel, Zuckerrübenexpress, Dirmstein-Express, Großkarlbach-Express oder Straßenbahn genannt, war eine Schmalspurbahn mit 1000 Millimeter Spurweite. Sie verkehrte von 1891 bis 1939 in der Vorderpfalz auf einer 12,3 Kilometer langen eingleisigen Strecke zwischen Frankenthal (Pfalz) und Großkarlbach. Die Strecke war Teil eines 42 Kilometer langen Meterspurnetzes, das über Frankenthal hinaus nach Ludwigshafen, Mundenheim, Dannstadt und Meckenheim führte.

## Geschichte

### Name
Wegen des häufigen Bimmelns des Läutewerks der Lokomotive trug die Bahn im Volksmund den Namen „Bembel“, was auf pfälzisch Glocke bedeutet. Die Bezeichnung „Zuckerrübenexpress“ rührt von der Bedeutung der Bahn für den Zuckerrübentransport her. Da sie größtenteils auf bestehenden Straßen verlief, wurde sie oft als „Straßenbahn“ bezeichnet.

### Planung und Bau
Mit der zunehmenden Industrialisierung war in der zweiten Hälfte des 19. Jahrhunderts vor allem der Bedarf an öffentlichem Nahverkehr für Pendler gestiegen. 1887 legten die Pfälzischen Eisenbahnen Pläne zur Errichtung eines schmalspurigen Eisenbahnnetzes im vorderpfälzischen Raum ab Ludwigshafen vor. Vorgesehen waren eine Lokalbahnstrecke, die Bahnstrecke Ludwigshafen–Frankenthal von Frankenthal in südlicher Richtung weiter über Edigheim, Oppau und Friesenheim bis zum alten Hauptbahnhof Ludwigshafen, eine Strecke von Ludwigshafen nach Dannstadt sowie eine Verbindung von Frankenthal nach Großkarlbach.
Am 15. September 1887 bewarb sich eine Lokalbahn-Aktiengesellschaft um den Streckenbau von Ludwigshafen nach Großkarlbach, zog das Angebot am 21. Januar des Folgejahres jedoch zurück. Prinzregent Luitpold von Bayern erteilte schließlich am 11. Juni 1889 die Konzession. Die Kosten für die Errichtung der Strecke von Frankenthal nach Großkarlbach einschließlich ihrer südlichen Fortsetzung nach Ludwigshafen betrugen 998.000 Mark. Davon entfielen 759.000 auf den eigentlichen Bau, die Ausgaben für den Grundstückserwerb hatten die betroffenen Gemeinden zu übernehmen. Der Bau erfolgte auf Rechnung der Pfälzischen Ludwigsbahn-Gesellschaft, die seit 1870 Teil der Pfälzischen Eisenbahnen war.
Vor dem Bau zwischen Frankenthal und Großkarlbach wurde über verschiedene Routen und auch Verlängerungen debattiert: entweder Dirmstein–Großkarlbach–Kirchheim an der Eck–Grünstadt mit eventueller Fortführung bis nach Altleiningen oder Dirmstein–Obersülzen–Grünstadt. Die Gemeinde Gerolsheim verzichtete freiwillig auf einen Anschluss. Die Entscheidung fiel zugunsten der Strecke nach Großkarlbach, die geplante Verlängerung nach Grünstadt wurde nie realisiert.
Die Bauarbeiten begannen im März 1890. Anfangs wurden zum Materialtransport Pferdefuhrwerke verwendet, ein Jahr später dann Materialzüge. Teilweise mussten die Alleebäume entlang der Landstraßen dem Gleiskörper weichen. Die Fertigstellung der Strecke verzögerte sich wegen des sehr kalten Winters 1890/91. Darüber hinaus gab es Differenzen zwischen der Gemeinde Heßheim und den Pfälzischen Eisenbahnen über den Standort eines örtlichen Güterladeplatzes. Das Gelände hierfür stand zudem erst ab dem Januar 1891 zur Verfügung, weil ein Grundstückseigentümer sich gegen eine Abtretung an die Bahngesellschaft gewehrt hatte. Deswegen mussten die entsprechenden Arbeiten vor Ort im Oktober nachgeholt werden.

### Weitere Entwicklung
Die Strecke wurde am 1. Juli 1891 eröffnet. Hielt die Bahn in den ersten Jahren lediglich einmal in jedem Ort, so wurden später einige zusätzliche Haltepunkte in Frankenthal, Heßheim und Dirmstein eingerichtet. Anfänglich waren für den Betrieb die Eisenbahn-Actien-Gesellschaften Ludwigshafen verantwortlich, die zu den Pfälzischen Eisenbahnen gehörten. 1909 wurden die Pfalzbahnen verstaatlicht, und die Lokalbahn kam zunächst ins Eigentum der Königlich Bayerischen Staats-Eisenbahnen.
Die Rhein-Haardtbahn GmbH, 1911 gegründet zum Betrieb der gleichnamigen Meterspurbahn nach Bad Dürkheim (eröffnet 1913), plante, die Strecke zusammen mit den übrigen Schmalspurbahnen um Ludwigshafen zu übernehmen. Ihr Ziel war ein großes Netz von Vorortbahnen, die alle elektrisch betrieben werden sollten. Die aus der Pfalzbahn hervorgegangene Ludwigshafener Eisenbahndirektion hielt sich anfangs bedeckt, begann jedoch 1912 mit Verkaufsverhandlungen, da die Rentabilität der Ludwigshafener Strecken nicht mehr gewährleistet war. Der Erste Weltkrieg verzögerte die Angelegenheit. Danach versuchte die Direktion, Teile ihrer Aufwendungen dem Käufer zu belasten. Ein Gutachter legte der Rhein-Haardtbahn einen Ankauf bis 1923 nahe, die Elektrifizierung sollte bis 1925 erfolgen. Allerdings zogen sich die Verhandlungen hin und scheiterten im Jahr 1929 endgültig.
Ab 1920 war die Deutsche Reichsbahn für die Strecke zuständig. 1922 erfolgte die Eingliederung in die neu gegründete Reichsbahndirektion Ludwigshafen, welche die Nachfolge der bisherigen Eisenbahndirektion antrat. Im Zuge der Auflösung der Ludwigshafener Direktion wurde zum 1. April 1937 Direktion Mainz zuständig.

### Niedergang und Stilllegung
Der Stilllegung der Strecke ging eine lange Zeit des Niedergangs voraus. Weil die Schienen direkt neben oder sogar auf der Straße verlegt waren, kam es nicht selten zu Unfällen. Ende November 1925 ereignete sich auf der Ortsdurchfahrt von Heßheim ein Zusammenstoß zwischen einem Lokalbahnzug und einem Brauereifuhrwerk. Dabei entgleiste die Bahn, und es gab ein Todesopfer und einige Verletzte. Am 26. November 1934 erfasste ein Zug am westlichen Stadtrand von Frankenthal einen Möbelwagen, der mit zwei Pferden bespannt war. Eines der Pferde geriet dabei auf die Gleise und wurde verletzt. Der Möbelwagen wurde beschädigt, ein Insasse trug ebenfalls Verletzungen davon.
Notwendige Rationalisierungs- und Modernisierungsmaßnahmen waren im Laufe der Jahrzehnte ausgeblieben. Der Oberbau befand sich in schlechtem Zustand; die Wagen waren nicht immer den Anforderungen gewachsen. Die Höchstgeschwindigkeit betrug 15 km/h; Bemühungen, den Verkehr zu beschleunigen, etwa durch Triebwagen, gab es nicht. Ein Grund für die Auflassung der Strecke war auch der Bau des regionalen Teilstücks der Autobahn Mannheim–Kaiserslautern ab 1936, die zweimal mittels Überführungen die Bahnstrecke kreuzen sollte; die Brückenbauwerke konnten nach Wegfall der Eisenbahn verkürzt werden, da sie nur noch schmale Landstraßen überspannten. Bereits im Vorfeld musste zwischen Heßheim und Heuchelheim für den Bau der Brücke über die heutige Landesstraße 453 das Gleis verlegt werden, was eine zweitägige Unterbrechung des Bahnbetriebs erforderlich machte. Am 14. Mai 1939 wurde die Lokalbahn eingestellt. Tags darauf übernahmen Omnibusse (heute BRN-Buslinie 460) den Personen- und Lastkraftwagen den Gütertransport.
Die Lokomotiven und Waggons sollten nach der Stilllegung zum großen Teil auf anderen Strecken verkehren, wo sie allerdings wegen ihres schlechten Zustandes nicht immer einsetzbar waren. Von den Loks der Lokalbahn war als Letzte die XXIX (99 093) auf anderen Strecken im Einsatz, bis sie 1957 verschrottet wurde. In der Nachkriegszeit wurden die Gleise komplett abgebaut. In den Folgejahren erstritt sich Heßheim das Recht, das an die Bahnstrecke verlorene Gelände zurückzuerhalten.

## Verkehr

### Personenverkehr
Bei der Eröffnung verkehrten täglich fünf Zugpaare. In den ersten Betriebsjahren war die Nutzung höher als ursprünglich erwartet. Deshalb wurden zusätzliche Verbindungen eingeführt, die bereits in Heßheim endeten. 1937 fuhren schließlich werktags 18 und sonntags 12 Personenzugpaare. Der Personenverkehr wurde zum Fahrplanwechsel am 15. Mai 1939 eingestellt.

### Güterverkehr
Im Wagenladungsverkehr wurden im Jahr 10.000 t gemischte Güter befördert, für die täglich ein Güterzug unterwegs war. Zusätzlich wurden während der jährlichen im Herbst stattfindenden Kampagne 9.000 t Zuckerrüben zunächst nach Frankenthal und von dort meist zur Zuckerfabrik Offstein transportiert. Außerhalb der Zeiten des Rübentransports verlief der Güterverkehr dagegen verlustbringend. In Frankenthal mussten die Güter für den Weitertransport umgeladen werden, da kein Rollbockverkehr eingerichtet war.

### Fahrzeuge
Eingesetzt wurden meist zwei Trambahnlokomotiven von Krauss der pfälzischen Baureihe L 1. Eigens für die Strecke waren insgesamt drei Loks dieser Baureihe beschafft worden. Ihre Fabriknummern waren 2448, 2449 und 2450, ihre Bahnnummern XVIII, XIX und XX. Mit Rücksicht auf die Streckenführung, die überwiegend auf Straßen verlief, sollte die Kastenform der Loks die Gefahr für andere Verkehrsteilnehmer mindern.
Auch die pfälzische Pts 3/3 H war zeitweilig im Einsatz. Zur Eröffnung waren 20 Personenwagen 3. Klasse nachbestellt worden, die aber zur Verstärkung im gesamten Lokalbahnnetz eingesetzt wurden. Dazu kamen noch 43 verschiedene Güterwagen, unter anderem Hochbordwagen zum Transport von Zuckerrüben, fünf Packwagen zur Beförderung von Postsendungen und 27 Personenwagen. Von letzteren wurden allerdings nur zehn benötigt, die anderen waren nach Einstellung der Strecken in Ludwigshafen 1933 hierher gekommen und trugen mit dazu bei, die Strecke unwirtschaftlich zu rechnen.

## Streckenverlauf

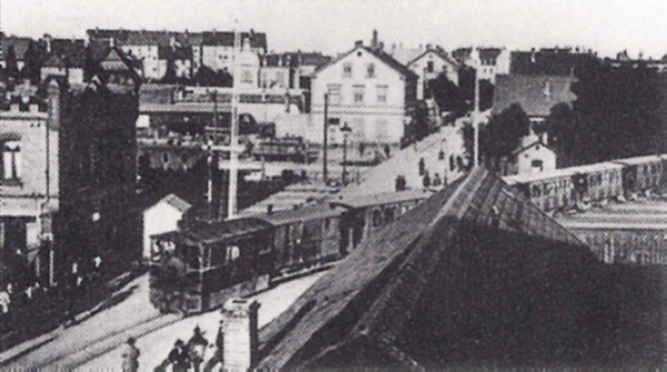
Niveaugleiche Kreuzung der Lokalbahn mit der Bahnstrecke Mainz–Ludwigshafen um 1910

Die Bahnlinie führte vom Frankenthaler Bahnhof, wo die Anbindung an die Bahnstrecke Mainz–Ludwigshafen der Hessischen Ludwigsbahn erfolgte, westwärts zunächst nach Heßheim. Dort stieg die Strecke in einer Rechtskurve nahe der Einmündung der Lambsheimer Straße im Verhältnis von 1:180. Etwa 300 Meter nach dem Haltepunkt Heßheim gab es in Richtung Heuchelheim unter der Bezeichnung Bahnhof eine zusätzliche Bedarfshaltestelle, an der Güter umgeschlagen und Kohlen aufgenommen werden konnten; die dort von der Heuchelheimer Straße nach Westen abzweigende kleine Sackgasse trägt noch heute den Namen Kohlenweg. Anschließend verlief die Strecke über Heuchelheim, Dirmstein und Laumersheim nach Großkarlbach.
Die Schienen waren meist am Straßenrand oder ungefähr parallel neben der Straße verlegt, nur etwa zwei Kilometer liefen auf eigenem Bahnkörper. In Heßheim mussten Frankenthaler Straße, Hauptstraße und Heuchelheimer Straße an mehreren Stellen schräg gekreuzt werden. Daraus ergaben sich immer wieder Probleme bei der Begegnung von Lokalbahn und Fußgängern, Radfahrern und Fuhrwerken, später auch mit Kraftfahrzeugen. Problematisch war auch die höhengleiche Querung der Bahnstrecke Mainz–Ludwigshafen in Frankenthal, wo die Lokalbahn unmittelbar nördlich des Bahnhofs von Ost nach West die Strecken- und mehrere Bahnhofsgleise überquerte. An dieser Stelle befindet sich heute die Bahnunterführung von der Eisenbahn- zur Heßheimer Straße.
Zur Zeit ihres Bestehens verlief fast die gesamte Bahnstrecke im damaligen Landkreis Frankenthal (Pfalz), heute würde die Lokalbahn zwischen Frankenthal und Heßheim die Grenze zum Rhein-Pfalz-Kreis und zwischen Heuchelheim und Dirmstein zum Landkreis Bad Dürkheim überqueren.

## Betriebsstellen
- Frankenthal (Pfalz) – km 11,00

Der Bahnhof liegt im Zentrum der Stadt Frankenthal. Der 1853 in Betrieb genommene Bahnhof wurde 1877 mit Eröffnung der Bahnstrecke Freinsheim–Frankenthal zum Bahnknotenpunkt. Seinen heutigen Namen erhielt er nach Eingemeindung des an der Freinsheimer Strecke liegenden Ortes Flomersheim. Die Gleise der Schmalspurstrecken befanden sich östlich der Hauptbahngleise am Bahnhofsvorplatz. Unmittelbar östlich von ihnen verläuft die  Eisenbahnstraße. Im nördlichen Bahnhofsbereich überquerten sie die Hauptbahngleise niveaugleich und führten nach Heßheim.  Nordöstlich des Empfangsgebäude existierte zudem ein Lokschuppen für die Lokalbahnen.
- Frankenthal Heßheimer Straße – km 11,44

Der Haltepunkt befand sich unmittelbar westlich der Kreuzung der Hauptbahngleise bei der Firmenniederlassung Kühnle, Kopp & Kausch.
- Heßheim Ort – km 14,55

Der Haltepunkt befand sich in der Ortsmitte von Heßheim auf der örtlichen Hauptstraße. Er besaß kein eigenes Empfangsgebäude. Der Fahrkartenverkauf fand in der nahen „Restauration zur Lokalbahn“ statt, in der es auch einen Wartesaal für Fahrgäste gab.
- Heßheim Bahnhof – km 14,85

Der Bahnhof am Ortsausgang nach Heuchelheim hin fungierte hauptsächlich als Güterbahnhof für Heßheim. Er befand sich an der Heuchelheimer Straße und besaß ein Gütergleis, das auch als Ausweichgleis Zugkreuzungen ermöglichte. Am Ladegleis befand sich ein Kohlenhandel.
- Heuchelheim Bahnhof – km 16,90

Der Bahnhof befand sich am südwestlichen Ortsrand von Heuchelheim. In seinem erhalten gebliebenen Empfangsgebäude waren ein Wartesaal sowie Diensträume und Wohnungen für Eisenbahner untergebracht, außerdem verfügte der Bahnhof über einen Güterschuppen und ein Ökonomiegebäude.
- Dirmstein Heuchelheimer Straße – km 19,25

Der Haltepunkt befand sich am nordöstlichen Ortsrand von Dirmstein nahe der Einmündung der Schlossgasse. Dort hielten die Züge lediglich bei Bedarf, wenn aussteigewillige Fahrgäste dem Zugführer Bescheid gesagt hatten.
- Dirmstein Bahnhof – km 20,00

Der Bahnhof befand sich im äußersten Norden von Dirmstein. Sein erhalten gebliebenes Empfangsgebäude steht unter Denkmalschutz.
- Dirmstein Laumersheimer Straße – km 21,10

Der Haltepunkt befand sich am südwestlichen Ortsrand von Dirmstein.
- Laumersheim – km 21,83

Der Bahnhof lag in der Ortsmitte von Laumersheim in der Nähe der Straßeneinmündung von Weisenheim am Sand her. Die entsprechenden Bahngebäude entstanden erst um 1900.
- Großkarlbach – km 23,52

Der Bahnhof befand sich im Nordosten von Großkarlbach. Sein erhalten gebliebenes Empfangsgebäude steht unter Denkmalschutz.

## Relikte und Nachwirken
Erhalten blieben bis heute die ehemaligen Bahnhofsgebäude in Heuchelheim, Dirmstein und Großkarlbach. Das Gebäude der früheren Gaststätte Zur Lokalbahn am Haltepunkt Heßheim Ort trägt heute noch das alte Wirtshausschild mit entsprechender Aufschrift. In mehreren der Anliegergemeinden gibt es eine Bahnhofstraße, zusätzlich verläuft am nordöstlichen Ortseingang von Dirmstein eine Lokalbahnstraße fast auf der ehemaligen Bahntrasse.

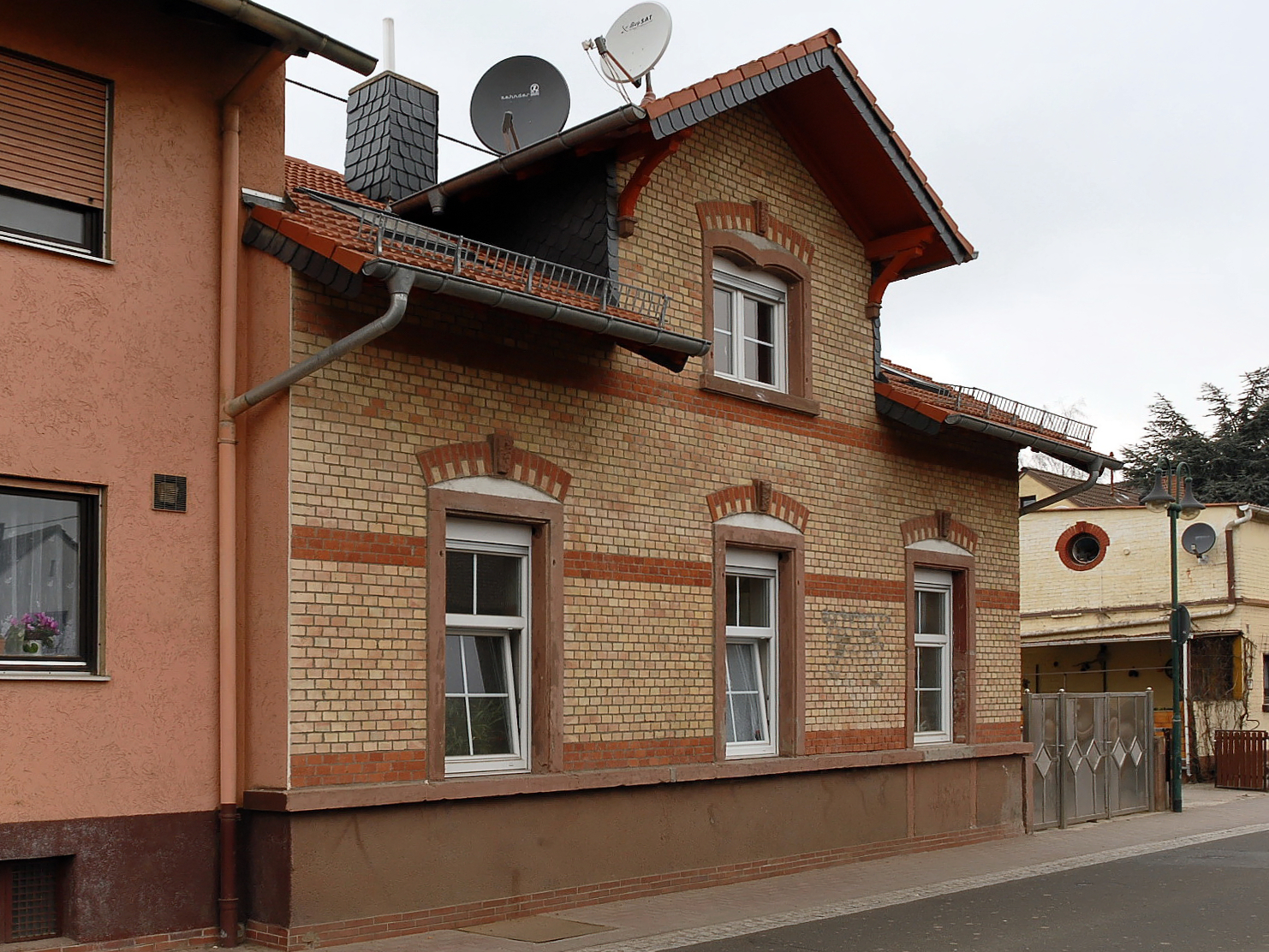
Ehemaliger Bahnhof Heuchelheim
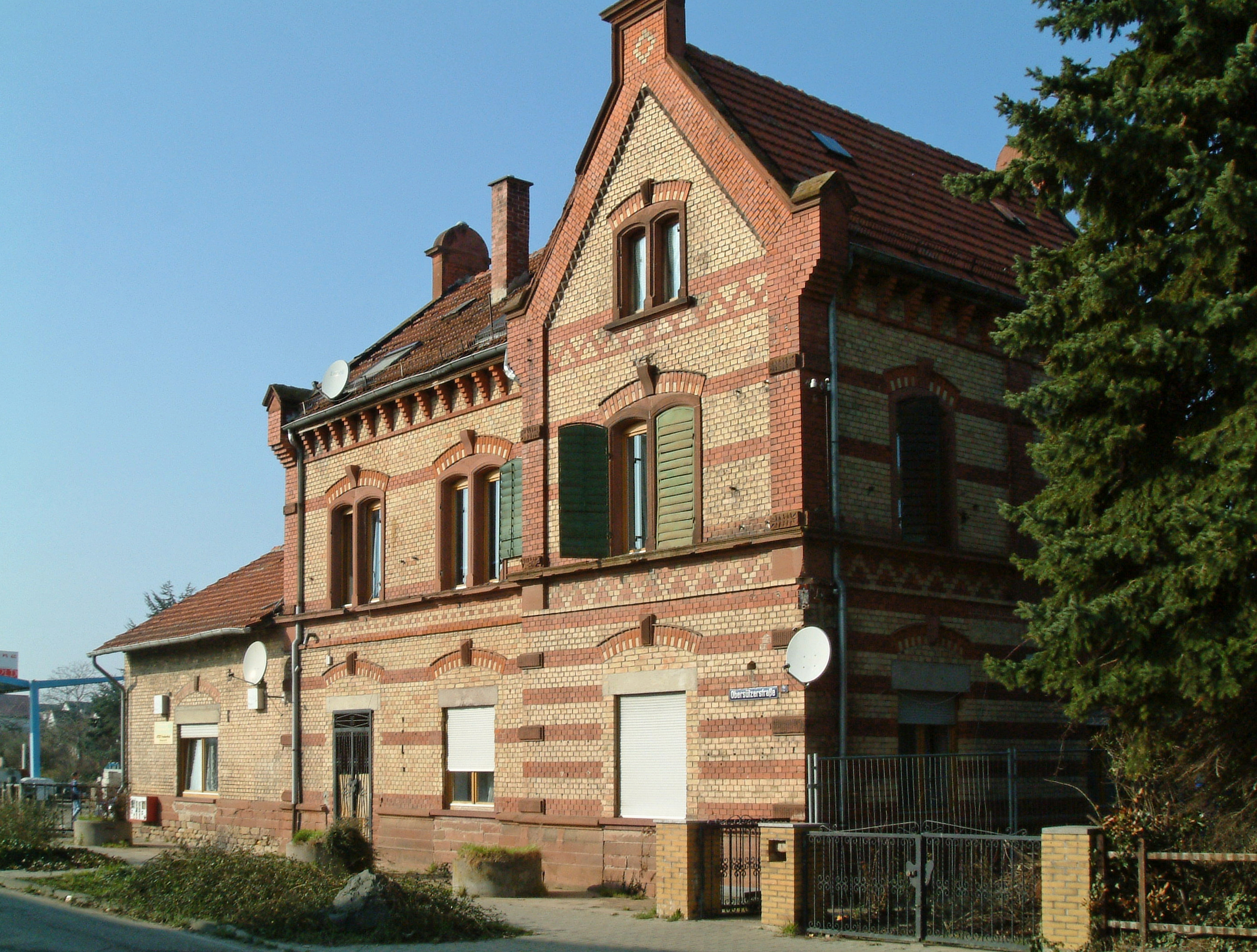
Ehemaliger Bahnhof Dirmstein
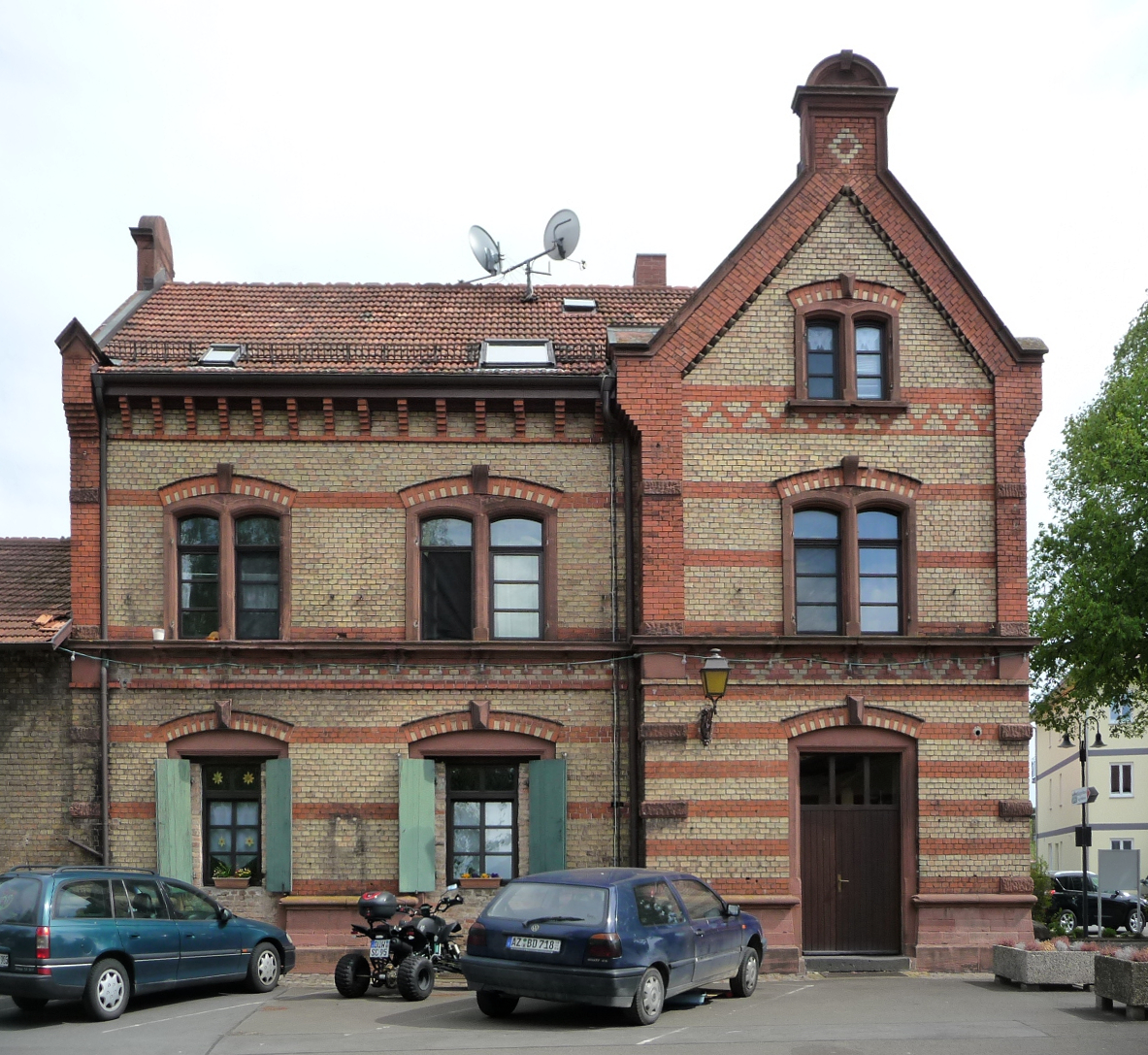
Ehemaliger Bahnhof Großkarlbach
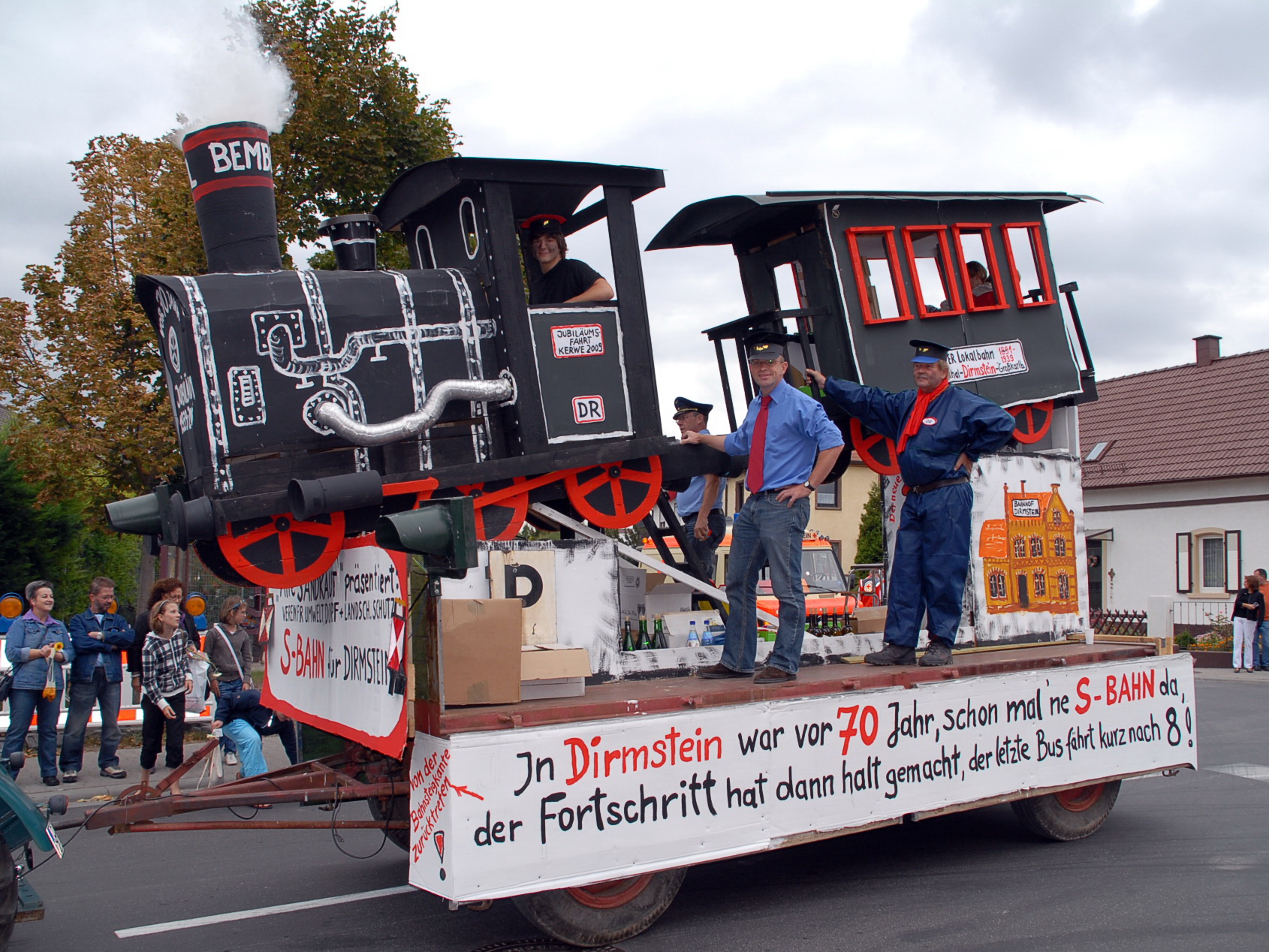
2009: Nicht detailgetreue Nachbildung der Bembel

Bis heute wird bei regionalen Veranstaltungen auf die einstige Lokalbahn Bezug genommen. So war 2003 während eines Straßenumzugs durch Großkarlbach auf Initiative des örtlichen Sieben Mühlen Kunst- und Kulturvereins das Modell einer auf der Strecke verkehrenden Lokomotive zu sehen. Der Dirmsteiner Verein für Umwelt-, Dorf- und Landschaftsschutz Alte Sandkaut präsentierte beim Jahrmarktsumzug 2009 die nicht detailgetreue Nachbildung einer Lokomotive und eines Waggons.